# Clifford Barbaro
Clifford „Cliff“ Barbaro (* 7. Juni 1948 in New York City; † 20. Juni 2025) war ein US-amerikanischer Jazzmusiker (Schlagzeug).

## Leben und Wirken
Barbaro, der in Spanish Harlem aufwuchs, wurde von seinen Eltern bereits früh mit ins Apollo Theater genommen, wo er Musiker wie Louis Armstrong und Dizzy Gillespie erlebte. Er lieh sich von Musikern aus der Nachbarschaft Snare Drums aus und lernte zunächst autodidaktisch das Trommeln. Dann besuchte er die Hartnett School of Music und studierte bei Stanley Spector. Er nahm auch Unterricht bei Philly Joe Jones und bei Barry Harris.
Nach lokalen Auftritten in den späten 1960er Jahren, zunächst in Latin Bands, tourte er mit Lionel Hampton, um dann bei Ray Bryant und in den frühen 1970er Jahren bei Charles Tolliver zu arbeiten, mit dem 1973 erste Aufnahmen entstanden. Fünf Jahre lang begleitete er Betty Carter. In den folgenden Jahren spielte er zudem mit Sadik Hakim, John Hicks, Jon Hendricks, Lionel Hampton, Walter Bishop junior, dem Sun Ra Arkestra, James Carter, Luther Thomas, Marlena Shaw und Sherman Irby. In den 1990er Jahren war er zudem Mitglied im N.Y. Hardbop Quintet (mit Bim Strasberg, Eddie Ornowski, Jerry Weldon, Joe Magnarelli, Keith Saunders). 2018/19 spielte er im Trio von Ralph Lalama (Bop Juice – Live at Smalls), 2019 auch im Richie Vitale Quintet. Im Bereich des Jazz war er zwischen 1973 und 2021 an 34 Aufnahmesessions beteiligt.